# Сулпиција
Сулпиција (лат. Sulpicia), отмена млада Римљанка, запевала је нагнана љубављу искреном и снажном, па њене кратке елегије, та кратка љубавна писамца, и поред неких црта аматеризма, делују снажније но Лигдамове, зачињене реториком. Ова учена девојка (docta puella) била је кћи Сулпиција Руфа, а по свој прилици и нећака Месале Корвина. Стога су њене песме и стављене у Тибулов корпус. То је круг око Валерија Месале Корвина (Valerius Mesalla Corvinus, 64. п. н. е. — 8. н. е.), познатог војсковође и политичара, беседника и покровитеља књижевности. Овом књижевном кругу припадају Тибул, Лигдам и Сулпиција. Они су настављачи Мецениног круга коме припадају Хорације, Вергилије и други песници. 
У својим кратким елегијама, које би могли назвати и просто љубавним епиграмима, страствена и одлучна Сулпикија говори једноставно и непосредно ο својој љубави за Керинта. Ове песме у техничком погледу несумњиво заостају за Тибуловим. Њихова непосредност и искреност не зна за стилизацију осећања. Али баш су стога и привлачне. Α у неконвенционалном реализму Сулпицијине песме има, поред све преданости, и достојанствене уздржљивости строго васпитане Римљанке:
Ne tibi sim, lux, mea aeque iam fervida cura,
ac videor paucos ante fuisse dies,
si quicquam tota conmisi stulta iuventa,
cuius me fatear paenituisse magis,
hesterna quam te solum quod nocte reliqui,
ardorem cupiens dissimulare meum.
Канда ми с истом жудњом, ох срце, не прилазиш сада,
као што беше то, знам, та још до пре неки дан.
Ε да сам ишта ја млада и луда сагрешила досад,
за шта бих призна. ла сад кајање дубље ил' бол,
него што оно те синоћ ја напустих, оставих сама
желећ да прикријем страст, чежњу и љубавни жар.1
(1 Sulp. Corp. Tib. 4, 12. Прев. Ρ. Шалабалић)
Оваквом непосредношћу и искреношћу, која је равна Катуловој али није изграђена на основу рафиноване хеленистичке технике, делују Сулпицијине песме необично савремено.